# Hoofdwacht (Haarlem)
Le Hoofdwatch est un bâtiment historique situé sur la Grote Markt de Haarlem (Pays-Bas). Autrefois utilisé comme prison, il est aujourd’hui classé parmi les monuments nationaux. Son architecture caractéristique et son emplacement central en font un élément emblématique du patrimoine de la ville.